# 錫爾弗克里克 (紐約州)
錫爾弗克里克（英語：Silver Creek）是位於美國紐約州學托擴縣的村。

## 人口
根據2020年美國人口普查的數據，錫爾弗克里克的面積為2.98平方千米，皆為陸地。當地共有人口2637人，而人口密度為每平方千米885人。